# 메릴린 보스 사반트
메릴린 보스 사반트(Marilyn vos Savant, 1946년 8월 11일 ~ )는 1986~1989년판 기네스북에 "세계에서 가장 지능 지수가 높은 사람"으로 등재된 사람이다. 현재 기네스북에서 이 영역은 사라졌는데, 당시 그 책에서는 그녀의 IQ를 228로 소개하고 있었다. 참고로 이는 편차 지능이 아닌 비율 지능에 의한 점수로, 확률은 약 3,000만 분의 1이다. 그녀의 직업은 칼럼니스트이고, 1986년 이래로 퍼레이드(Parade)라는 잡지에서 "사반트에게 물어보세요"라는 칼럼을 올리고 있다.

## IQ 점수
그녀는 IQ 검사에서 167+(만점), 186, 218, 228 등의 다양한 점수를 받았다. 이 중 167+, 186은 편차 지능으로 받은 점수이고, 218과 228은 비율 지능에 의해서 받은 수치이다. 혹자들은 그녀의 지능이 228에서 186으로 줄었다고 하는데, 이는 잘못된 것이다. 이러한 오해는 비율 지능과 편차 지능 간의 차이를 인지하지 못한 것에서 기인한다. 비율 지능으로 IQ 228은 편차 지능으로 IQ 188이고, 편차 지능으로 IQ 186은 비율 지능으로 IQ 224를 나타낸다. 즉 두 지능 검사 간의 차이는 거의 없다고 봐도 무방하다.

## 유명한 칼럼

### 몬티 홀 딜레마

세 개의 문 중에서 1번 문 뒤에 차가 있을 이라 선택했을 때, 진행자는 3번 문 뒤에는 염소가 있음을 보여주면서 1번 문 대신에 2번 문을 선택하겠냐고 물었다.

세 개의 문 중에 하나를 선택하여 문 뒤에 있는 선물을 가질 수 있는 게임쇼에 참가했다. 한 문 뒤에는 자동차가 있고, 나머지 두 문 뒤에는 염소가 있다. 이때 어떤 사람이 1번 문을 선택했을 때, 게임쇼 진행자는 3번 문을 열어 문뒤에 염소가 있음을 보여주면서 1번 대신 2번을 선택하겠냐고 물었다. 이때 원래 선택했던 번호를 바꾸는 것이 유리할까?

#### 풀이 1
선택을 바꾸는 것이 유리하다. 확률이 변하는 것이 아니라 애초부터 확률은 정해져 있었다. 즉, 3개중 1개를 선택하느냐 2개를 선택하느냐의 차이이다. 1개를 선택하면 1/3, 2개를 선택하면 2/3인 것이다.

#### 풀이 2
선택을 바꾸는 것이 유리하다. 처음 선택한 번호를 바꾸지 않았을 때 자동차가 있는 문을 선택할 확률은 1/3이지만, 처음 선택한 번호를 바꾸면 확률은 2/3으로 증가한다.
| 자동차가 1번 뒤에 있을 때                               | 자동차가 1번 뒤에 있을 때                               | 자동차가 2번 뒤에 있을 때                                                                 | 자동차가 3번 뒤에 있을 때                                                                 |
| 참가자가 1번 문을 선택했을 때                           | 참가자가 1번 문을 선택했을 때                           | 참가자가 1번 문을 선택했을 때                                                             | 참가자가 1번 문을 선택했을 때                                                             |
| ------------------------------------------------------- | ------------------------------------------------------- | ----------------------------------------------------------------------------------------- | ----------------------------------------------------------------------------------------- |
| 참가자가 1번 문을 선택했고 자동차가 1번 문 뒤에 있을 때 | 참가자가 1번 문을 선택했고 자동차가 1번 문 뒤에 있을 때 | 참가자가 1번 문을 선택했고 자동차가 2번 문 뒤에 있을 때                                   | 참가자가 1번 문을 선택했고 자동차가 3번 문 뒤에 있을 때                                   |
| 참가자가 1번 문을 선택했고 자동차가 1번 문 뒤에 있을 때 | 참가자가 1번 문을 선택했고 자동차가 1번 문 뒤에 있을 때 | 참가자가 1번 문을 선택했고 자동차가 2번 문 뒤에 있을 때                                   | 참가자가 1번 문을 선택했고 자동차가 3번 문 뒤에 있을 때                                   |
| 사회자는 두 문 모두 열 수 있다.                         | 사회자는 두 문 모두 열 수 있다.                         | 사회자는 3번 문을 열 수밖에 없다.                                                         | 사회자는 2번 문을 열 수밖에 없다.                                                         |
| 참가자가 1번 문을 선택하고 사회자가 2번 문을 열었을 때  | 참가자가 1번 문을 선택하고 사회자가 3번 문을 열었을 때  | 참가자가 1번 문을 선택하였고 자동차가 2번 문 뒤에 있기에 사회자는 3번 문을 열 수밖에 없다 | 참가자가 1번 문을 선택하였고 자동차가 3번 문 뒤에 있기에 사회자는 2번 문을 열 수밖에 없다 |
| 참가자가 1번 문을 선택하고 사회자가 2번 문을 열었을 때  | 참가자가 1번 문을 선택하고 사회자가 3번 문을 열었을 때  | 참가자가 1번 문을 선택하였고 자동차가 2번 문 뒤에 있기에 사회자는 3번 문을 열 수밖에 없다 | 참가자가 1번 문을 선택하였고 자동차가 3번 문 뒤에 있기에 사회자는 2번 문을 열 수밖에 없다 |
| 선택을 바꿔서 꽝 1/6                                    | 선택을 바꿔서 꽝 1/6                                    | 선택을 바꿔서 당첨 1/3                                                                    | 선택을 바꿔서 당첨 1/3                                                                    |
| 선택을 바꿔서 꽝 1/3                                    | 선택을 바꿔서 꽝 1/3                                    | 선택을 바꿔서 당첨 2/3                                                                    | 선택을 바꿔서 당첨 2/3                                                                    |

#### 풀이 3
문 열기 전: a를 지켜 당첨될 확률 1/3, 바꿔서 당첨될 확률 2/3 (b로 바꿔 당청될 확률 1/3. c로 바꿔 당첨될 확률 1/3)
문 열어줌: c 확률 0 -> b 확률 2/3